# Themistoclea

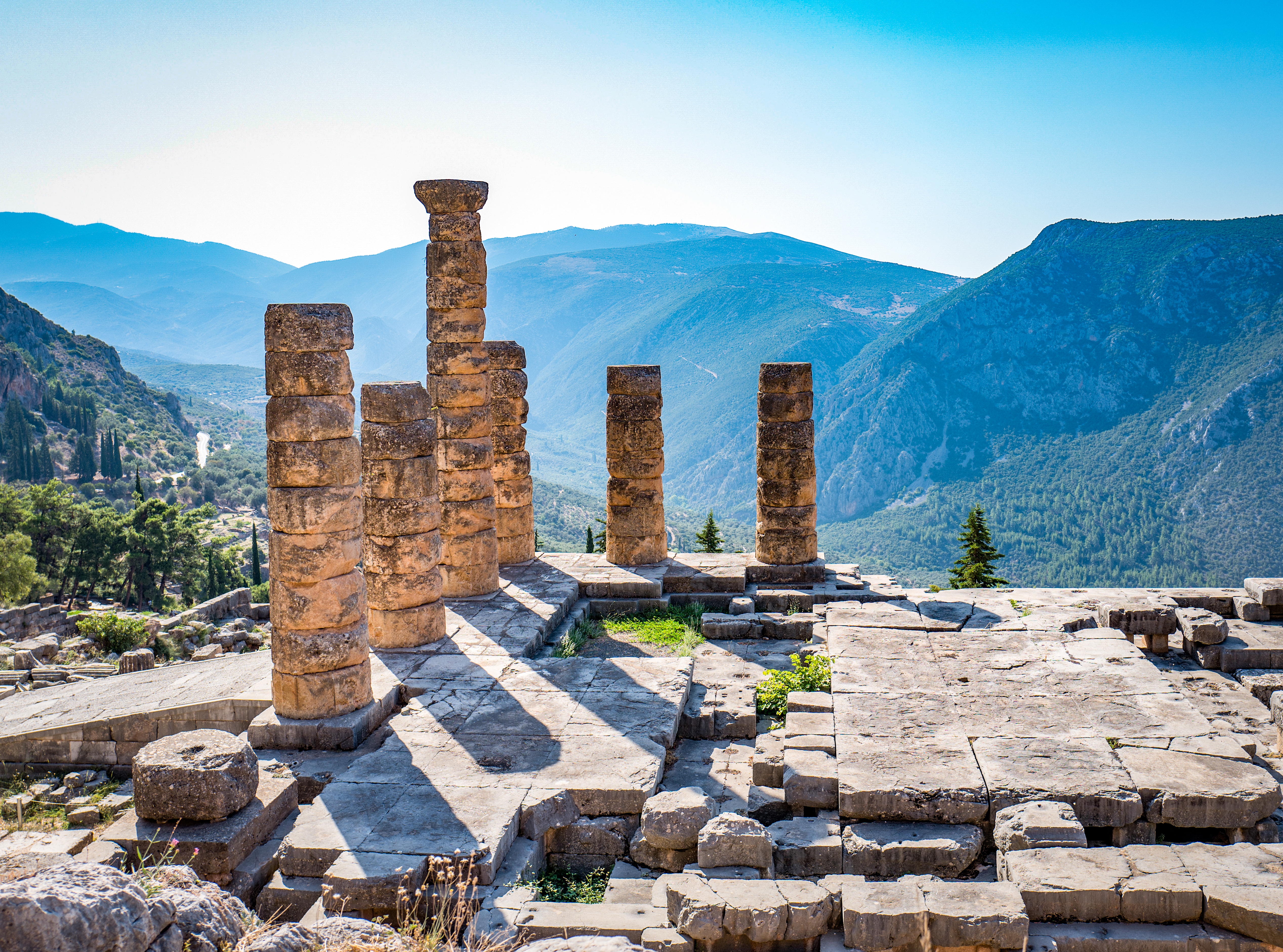
Tempel van Apollo in Delphi

Themistoclea (Oudgrieks: Θεμιστόκλεια) (fl. 600 v. Chr.), ook bekend als Aristokleia of Theokleia, was volgens de overlevering een priesteres in Delphi en onderwijzer van de Griekse filosoof Pythagoras. Over haar leven en leerstellingen is weinig bekend.

## In hedendaagse kunst
De installatie The Dinner Party van de kunstenaar en feminist Judy Chicago uit 1974-79 verwijst naar haar als Aristoclea en als Theoclea.